# 丹尼爾·韓德勒
丹尼爾·韓德勒（英語：Daniel Handler，1970年2月28日—）是一名美國作家及編劇，《波特萊爾大遇險》系列小說的作者，筆名為雷蒙·斯尼奇（Lemony Snicket）。其作品曾被改編為電影及電視劇。

## 生平

### 早年
韓德勒出生在加利福尼亚旧金山。母亲Sandra Handler（本姓Walpole）是一名退休教务长，曾就职于旧金山城市学院；父親Louis Handler是一名会计，是来自德国的犹太难民。透過母親的關係，韓德勒是英国作家休·沃波爾的远亲。韓德勒亦有一个名為Rebecca Handler的妹妹。
韓德勒自幼热衷于阅读，最喜爱的作家为William Keepers Maxwell。他曾就读于Commodore Sloat小学， Herbert Hoover初中以及Lowell高中。1992年从卫斯理大学毕业。

### 私人生活
韓德勒形容自己是一名世俗人文主義者，更是無神論者。
韓德勒已婚，妻子為平面畫家丽萨·布朗（Lisa Brown）；兩人在讀大學時認識，育有一子欧托·韩德勒（Otto Handler，出生於2003年）。一家人定居於三藩市，屋子為愛德華時代的建築。

## 作品
- 《波特萊爾大遇險》，共十三部
- 《墨漬鎮謎團》，共四部

## 外部連結
- 官方网站（英文）
- 斯尼奇的不幸历险官方網站（页面存档备份，存于）（英文）
- 丹尼爾·韓德勒在互联网电影资料库（IMDb）上的資料（英文）